# Mordellistena luzonica
Mordellistena luzonica là một loài bọ cánh cứng trong họ Mordellidae. Loài này được Píc miêu tả khoa học năm 1926.

## Hình ảnh

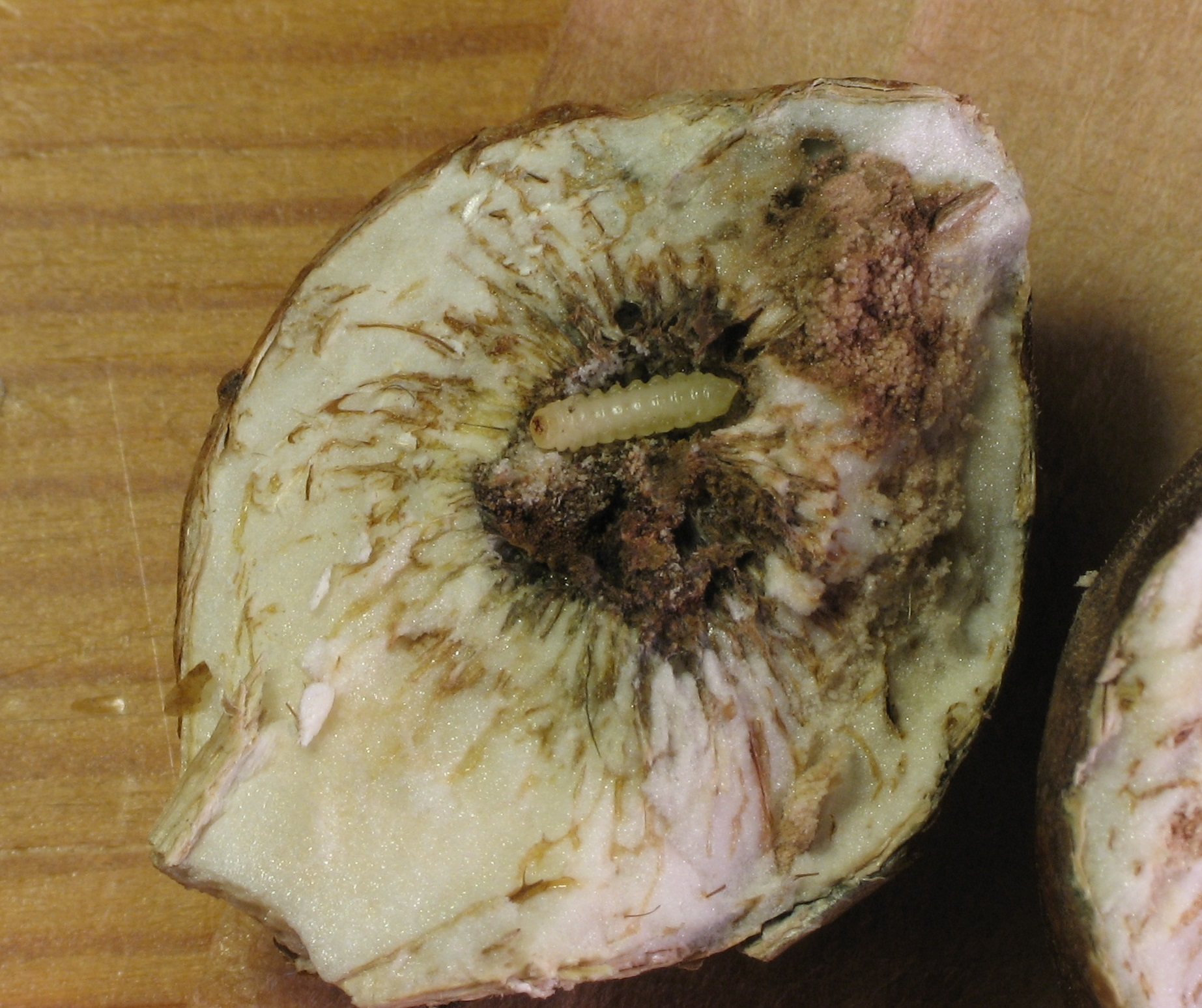